# گئورگ آرمنیان
گئورگ آرتاشسی آرمنیان (ارمنی: Գևորգ Արտաշեսի Արմենյան؛  زادهٔ ۵ ژانویهٔ ۱۹۲۰ - درگذشته ۱۲ آوریل ۲۰۰۵) آهنگساز و موسیقی‌دان մանկավարժ اهل ارمنستان بود.

## زندگی‌نامه
وی در ۵ ژانویهٔ ۱۹۲۰ در تفلیس به دنیا آمد و از  و کنسرواتوار دولتی کومیتاس ایروان فارغ‌التحصیل گشت. آرمنیان عضو اتحادیه آهنگسازان ارمنستان یود و و در تالار اپرای ایروان فعالیت می‌کرد. وی همچنین برنده جوایزی همچون هنرمند مردمی ارمنستان شوروی شد. وی در ۱۲ آوریل ۲۰۰۵ در سن ۸۵ سالگی در ایروان درگذشت.